# 하얀 풍선
《하얀 풍선》(페르시아어: بادکنک سفيد)은 1995년 개봉한 이란의 드라마 영화이다. 자파르 파나히의 감독 데뷔작이며, 아바스 키아로스타미가 각본 맡았다. 1995 칸 영화제 황금카메라상 수상작이다.

## 출연

### 주연
- 아이다 모하마드카니
- 모센 카피리
- 페레스테헤 사드르 오라파이
- 안나 보르코우스카

## 한국어 더빙 성우진(SBS, 2005년 7월 5일)
- 김은아 - 라지에 (아이다 모하마드카니)
- 차명화 - 알리 (모센 카피리)
- 이계윤 - 엄마 (페레스테헤 사드르 오라파이)
- 최병학 - 뱀꾼 1
- 김규식 - 뱀꾼 2
- 이인성 - 담퉁이 상인
- 정민희 - 노부인 (안나 보르코우스카)
- 조동희 - 재단사
- 표영재 - 군인
- 사성웅 - 풍선소년
- 최한 - 아빠

## 기타
- 미술: 자파르 파나히